# Цзыцзян
Цзыцзян (кит. трад. 資江, упр. 资江, пиньинь Zī jiāng) или Цзышуй (кит. трад. 資水, упр. 资水) — река в Китае, один из основных притоков Янцзы.

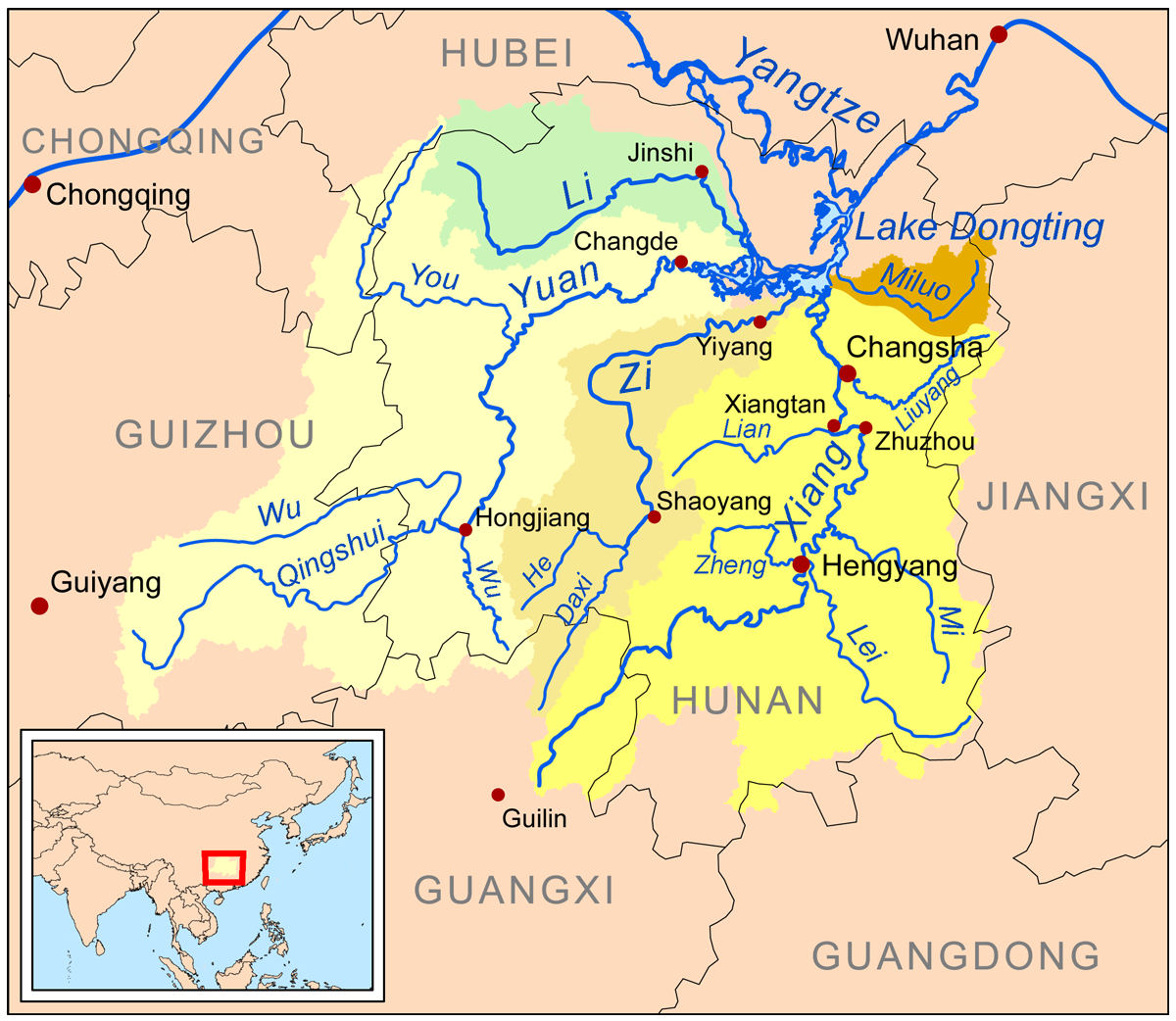
Реки, впадающие в озеро Дунтинху. Бассейн Цзыцзян выделен серым

Река является одной из четырёх главных рек провинции Хунань. Она образуется путём слияния двух рек: Дасишуй и Хэшуй. Река Дасишуй начинается на северном склоне горной гряды Юэчэнлин в уезде Цзыюань городского округа Гуйлинь, и течёт на северо-восток через уезды Синьнин и Шаоян. Река Хэшуй начинается в Чэнбу-Мяоском автономном уезде городского округа Шаоян и течёт на северо-восток через уезды Уган и Лунхуэй. В Шуанцзянкоу уезда Шаоян две реки сливаются вместе, давая начало Цзыцзяну.
От Шуанцзянкоу Цзыцзян течёт на север через уезды Шаоян и Синьшао городского округа Шаоян, городской уезд Лэншуйцзян и уезд Синьхуа городского округа Лоуди, уезды Аньхуа и Таоцзян городского округа Иян, и в районе Ганьсикоу впадает в озеро Дунтинху.